# Sonet 121 (William Szekspir)

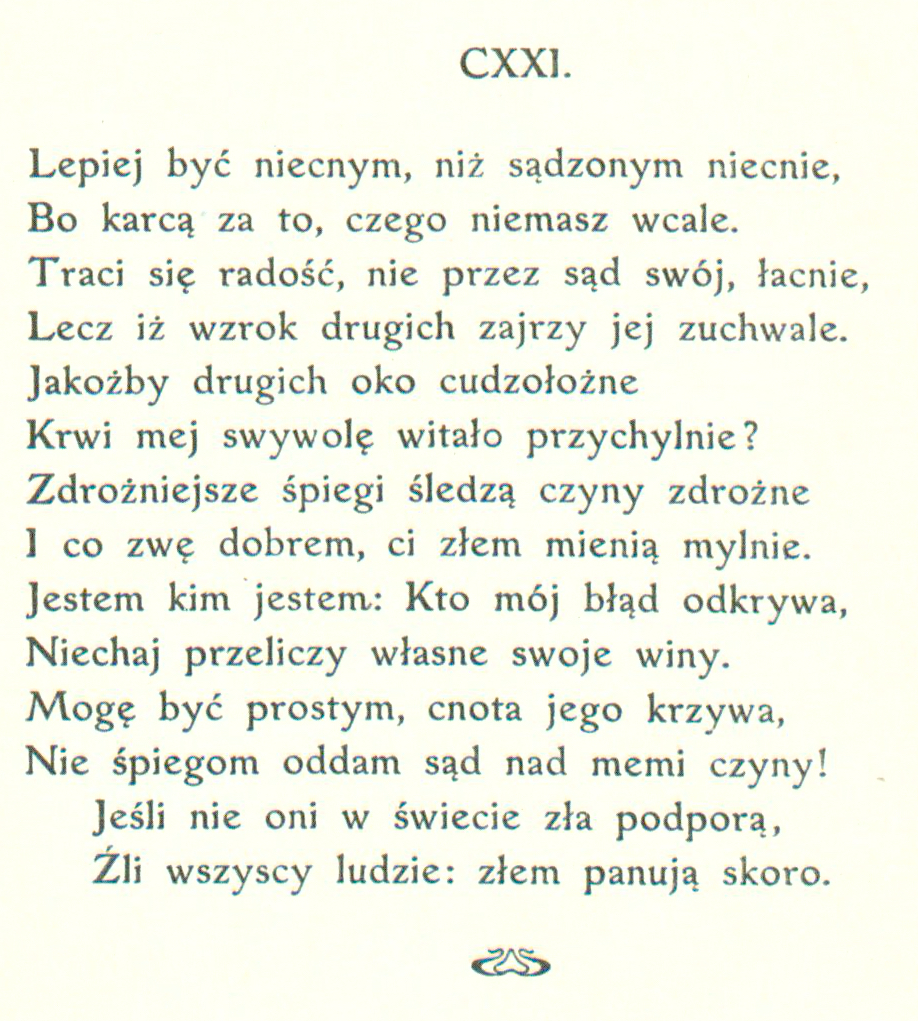
Pierwszy przekład sonetu 121 na język polski z 1913 przez ks. Marię Sułkowską.

'Tis better to be vile than vile esteemed,

When not to be receives reproach of being;

And the just pleasure lost, which is so deemed

Not by our feeling, but by others' seeing:

For why should others' false adulterate eyes

Give salutation to my sportive blood?

Or on my frailties why are frailer spies,

Which in their wills count bad what I think good?

No, I am that I am, and they that level

At my abuses reckon up their own:

I may be straight though they themselves be bevel;

By their rank thoughts, my deeds must not be shown;

Unless this general evil they maintain,
All men are bad and in their badness reign.

Być złym jest lepiej, niźli zań uchodzić,

Gdy to, co nie jest, podlega naganie,

I gdy się musisz ze stratą czci pogodzić

Nie przez grzech własny, lecz innych mniemanie,

Przecz rozpustnemi patrzeć ma oczami

Chutny fałsz innych na krew moją młodą?

Przecz mają plamą zwać, co mnie nie plami,

Ci, którzy żywot poplamiony wiodą?

Nie! ja tem jestem, czem jestem, a ludzie,

Którzy mnie łają, sądzą miarą własną;

Ja czysty jestem, ci zaś chodzą w brudzie,

Darmo ich podłość lży mą duszę jasną.

Chyba, że z zdaniem godzą się zbyt znanem,
Że złym świat cały i że zło jest panem.

Sonet 121 (incipit TIS better to be vile then vile eſteemed) – jeden z cyklu 154 sonetów autorstwa Williama Szekspira. Po raz pierwszy został opublikowany w 1609 roku.

## Treść
W sonecie tym podmiot liryczny, przez niektórych badaczy utożsamiany z autorem, snuje refleksje nad wagą fałszywych opinii i ich wpływie na reputację oraz nad postrzeganiem świata przez tych którzy rozsiewają plotki o nim i stawia tezę, że w życiu istnieje tylko niewielka różnica pomiędzy byciem prawdziwym grzesznikiem, a byciem uważanym za takiego.

## Polskie przekłady
| 1913 |  | Lepiej być niecnym, niż sądzonym niecnie,      |  | Maria Sułkowska     | [ 10 ] |
| 1922 |  | Być złym jest lepiej, niźli zań uchodzić,      |  | Jan Kasprowicz      | [ 4 ]  |
| 1948 |  | Lepiej być nędznym, niźli uznanym za nędznika, |  | Władysław Tarnawski | [ 11 ] |
| 1968 |  | To już lepiej być niecnym, niż niezasłużenie   |  | Marian Hemar        | [ 12 ] |
| 1979 |  | Lepiej być podłym, niż mieć sławę podłą,       |  | Maciej Słomczyński  | [ 13 ] |
| 2011 |  | Lepiej być złym, niżeli mieć złego opinię,     |  | Stanisław Barańczak | [ 6 ]  |
| 2015 |  | Lepiej być podłym, niż tak postrzeganym        |  | Ryszard Długołęcki  | [ 14 ] |